# Hematoxylin-eosin-färgning

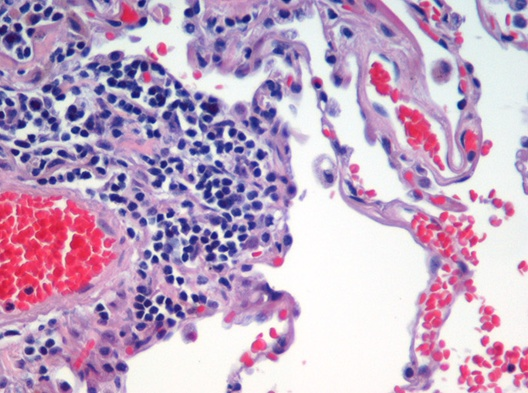
Ett histologiskt preparat med human lungvävnad infärgat med hematoxylin och eosin.

Hematoxylin-eosin-färgning, H&E-sektion eller H+E-avsnitt, är den allra vanligaste färgningsmetoden för ljusmikroskopi inom histologin. Infärgningen är enkel att utföra, ger tillförlitlig information och är inte särskilt dyr. Den används primärt för att tydliggöra strukturella egenskaper hos preparatet. Andra infärgningsmetoder används främst när man särskilt vill framhäva specifika cell- och vävnadskomponenter. 
Färgningen är en kombination av en basiskt färgämne och ett surt färgämne. Det sura färgämnet, eosin, färgar basiska strukturer i röd eller skär färg. De flesta cytoplasmatiska proteiner är basiska och därför färgas cytoplasman vanligen röd eller rödaktigt rosa. Det basiska färgämnet, hematoxylin, färgar sura strukturer lila-blå. Därför färgas cellkärnor, ribosomer och kornigt endoplasmatiskt retikel särskilt tydligt av hematoxylin på grund av dessa strukturers innehåll av ribonukleinsyror.
Strukturer som färgas av basiska färgämnen som hematoxylin brukar kallas för basofila medan strukturer som färgas av eosin brukar kallas för eosinofila. Strukturer som färgas av sura färgämnen, inklusive eosin, kallas även för acidofila.
Även andra färger, till exempel gul och brun, kan vara närvarande i provet. De orsakas av pigment, exempelvis melanin.